# Yannick Boli
Yannick Boli (ur. 13 stycznia 1988 w Saint-Maur-des-Fossés, Francja) – iworyjski piłkarz, grający na pozycji napastnika. Posiada również obywatelstwo francuskie. Jest bratankiem byłego reprezentanta Francji Basile'a Boliego i Rogera Boliego, piłkarza RC Lens.

## Kariera piłkarska

### Kariera klubowa
Wychowanek klubu Paris Saint-Germain, w którym rozpoczął karierę piłkarską. 
W 2008 został wypożyczony do Le Havre AC. W 2010 przeszedł do Nîmes Olympique. W 1912 występował w zespole Czernomorca Burgas w I lidze bułgarskiej. W lutym 2013 podpisał 2-letni kontrakt z ukraińską Zorią Ługańsk. W końcu sierpnia 2014 przeszedł do Anży Machaczkała. 24 lutego trafił do chińskiego klubu DL Yifang, z którego po około roku przeszedł za darmo do Colorado. W latach 2019–2020 grał w Ratchaburi, a w 2020 przeszedł do Port FC. W 2021 został wypożyczony do Chiangmai United.

## Kariera reprezentacyjna
Tak jak posiada podwójne obywatelstwo francuskie i Wybrzeża Kości Słoniowej, w 2008 roku zdecydował się reprezentować barwy Wybrzeża Kości Słoniowej i z kadrą U-23 wystąpił na Igrzyskach Olimpijskich w Pekinie do której został powołany w marcu przez trenera Gerarda Gili. „Jestem szczęśliwy że posiadam podwójne obywatelstwo francusko-iwuaryjskie i jestem dumny z moich afrykańskich korzeni” powiedział on. „Dużo śledziłem za „słoniami” w ciągu ostatnich kilku lat i czuję się tam w ciekawej sytuacji. Z tego powodu, nie wahałem się przy wyborze koszulki tego kraju."

## Sukcesy i odznaczenia

### Sukcesy klubowe
- zwycięzca Pucharu Francji: 2006
- finalista Pucharu Francji: 2007
- wicemistrz Francji: 2008
- zwycięzca Pucharu Ligi Francuskiej: 2008